# Crescentieae
Crescentieae es una tribu con 3 géneros de árboles pertenecientes a la familia Bignoniaceae.

## Géneros
- Amphitecna Miers
- Crescentia L.
- Dendrosicus Raf. = Amphitecna Miers
- Enallagma (Miers) Baill. = Amphitecna Miers
- Neotuerckheimia Donn. Sm. = Amphitecna Miers
- Parmentiera DC.
- Pteromischus Pichon = Crescentia L.
- Zenkeria Rchb. = Parmentiera DC.